# Duque de Richmond
O título Duque de Richmond tem o nome de Richmond, em North Yorkshire e foi criado várias vezes no Pariato da Inglaterra para os membros das casas reais Tudor e Stuart .
Henrique Tudor, depois conde de Richmond, tornou-se rei da Inglaterra, em 1485. O título é então unido à coroa. Em 1525, seu filho, Henrique VIII concede ao filho ilegítimo Henry Fitzroy, o título de Duque de Richmond e Somerset, com o título subsidiário de conde de Nottingham. Em sua morte, o título foi para a coroa.
Em 1613, Ludovic Stuart, é nomeado 2.º Duque de Lennox, conde de Richmond e Duque de Richmond, em 1623. Em 1641, seu sobrinho James Stuart, 4.º Duque de Lennox foi criado Duque de Richmond. Em 1675, três anos após a morte sem descendentes de Charles Stuart, 3.º Duque de Richmond, Carlos II concedeu a seu filho ilegítimo, Charles Lennox, que teve com Louise Renée de Pennancoet de Kéroualle, os títulos de Duque de Richmond e Lennox. Desde 1675, o título é da família de Charles Lennox.
Os títulos subsidiários associados com o título de Duque de Richmond são Barão Settrington (de Settrington em Yorkshire) e Conde de March. O Duque também tem os títulos subsidiários de Lord Torbolton e Conde de Darnley, que foram criados para o título de Duque de Lennox (Pariato da Escócia). Finalmente, ele detém o título subsidiário de Conde de Kinrara, no Pariato do Reino Unido, criado para o título de Duque de Gordon. A título de cortesia de Conde de March está associado.

## Lista dos Duques de Richmond

### Duque de Richmond e Somerset, primeira criação (1525)
- Henrique Fitzroy, Duque de Richmond e Somerset (1519–1536)

### Duque de Richmond, primeira criação (1623)
- Ludovic Stewart, 2.º Duque de Lennox, 1.º Duque de Richmond (1574–1623)

### Duque de Richmond, segunda criação (1641)
- James Stewart, 4.º Duque de Lennox, 1.º Duque de Richmond (1612–1655)
- Esmé Stewart, 5.º Duque de Lennox, 2.º Duque de Richmond (1649–1660)
- Charles Stewart, 6.º Duque de Lennox, 3.º Duque de Richmond (1639–1672)

### Duque de Richmond, terceira criação (1675)
- Charles Lennox, 1.º Duque de Richmond, 1.º Duque de Lennox (1672–1723)
  -  Charles Lennox, 2.º Duque de Richmond, 2.º Duque de Lennox (1701–1750)
    -  Charles Lennox, 3.º Duque de Richmond, 3.º Duque de Lennox (1734–1806)
    - George Lennox (1737-1805)
      -  Charles Lennox, 4.º Duque de Richmond, 4.º Duque de Lennox (1764–1819)
        -  Charles Gordon-Lennox, 5.º Duque de Richmond, 5.º Duque de Lennox (1791–1860)
          -  Charles Henry Gordon-Lennox, 6.º Duque de Richmond, 6.º Duque de Lennox, 1.º Duque de Gordon (1818–1903)
            -  Charles Henry Gordon-Lennox, 7.º Duque de Richmond, 7.º Duque de Lennox, 2.º Duque de Gordon (1845–1928)
              -  Charles Henry Gordon-Lennox, 8.º Duque de Richmond, 8.º Duque de Lennox, 3.º Duque de Gordon (1870–1935)
                -  Frederick Charles Gordon-Lennox, 9.º Duque de Richmond, 9.º Duque de Lennox, 4.º Duque de Gordon (1904–1989)
                  -  Charles Henry Gordon-Lennox, 10.º Duque de Richmond, 10.º Duque de Lennox, 5.º Duque de Gordon (1929–2017)
                    -  Charles Henry Gordon-Lennox, 11.º Duque de Richmond, 11.º Duque de Lennox, 6.º Duque de Gordon (1955-)

## Linha de sucessão (simplificada)
- Charles Henry Gordon-Lennox, 6.º Duque de Richmond, 6.º Duque de Lennox, 1.º Duque de Gordon (1818–1903)
  -  Charles Henry Gordon-Lennox, 7.º Duque de Richmond, 7.º Duque de Lennox, 2.º Duque de Gordon (1845–1928)
    -  Charles Henry Gordon-Lennox, 8.º Duque de Richmond, 8.º Duque de Lennox, 3.º Duque de Gordon (1870–1935)
      -  Frederick Charles Gordon-Lennox, 9.º Duque de Richmond, 9.º Duque de Lennox, 4.º Duque de Gordon (1904–1989)
        -  Charles Henry Gordon-Lennox, 10.º Duque de Richmond, 10.º Duque de Lennox, 5.º Duque de Gordon (1929–2017)
          -  Charles Henry Gordon-Lennox, 11.º Duque de Richmond, 11.º Duque de Lennox, 6.º Duque de Gordon (1955-)
            - (1) Charles Gordon-Lennox, Conde de March e Kinrara (b. 1994)
            - (2) Lord William Rupert Gordon-Lennox (b. 1996)
            - (3) Lord Frederick Lysander Gordon-Lennox (b. 2000)

    - Lord Esmé Charles Gordon-Lennox (1875–1949)
      - Reginald Arthur Charles Gordon-Lennox (1910–1965)
        - questão masculina na fila

    - Lord Bernard Charles Gordon-Lennox (1878–1914)
      - Sir George Gordon-Lennox (1908–1988)
        - Bernard Gordon Lennox (1932–2017)
          - questão masculina na fila

        - outra questão masculina na fila

      - Sir Alexander Henry Charles Gordon-Lennox (1911–1987)
        - questão masculina na fila

  - Lord Walter Gordon-Lennox (1865–1922)
    - Victor Charles Hugh Gordon-Lennox (1897–1968)
      - male issue in line